# Predcieszenka
Predcieszenka, Predcieczenka (lit. Beržiškės) – wieś na Litwie, w okręgu wileńskim, w rejonie wileńskim, w gminie Mariampol.
Wieś nosiła także nazwy Predteczeńka, Procieczenka i Przedcieczenka.

## Historia
W dwudziestoleciu międzywojennym leżała w Polsce, w województwie wileńskim, w powiecie wileńsko-trockim, w gminie Soleczniki. W 1931 miejscowość liczyła 200 mieszkańców, zamieszkałych w 32 budynkach.
Po II wojnie światowej w granicach Związku Sowieckiego. Od 1991 na niepodległej Litwie.